# Kalifornien-Rundfahrt 2011
| Sieger           | Christopher Horner       | 23:46:41 h  |
| Zweiter          | Levi Leipheimer          | + 0:38 min  |
| Dritter          | Tom Danielson            | + 2:45 min  |
| Vierter          | Christian Vande Velde    | + 3:18 min  |
| Fünfter          | Tejay van Garderen       | + 3:23 min  |
| Sechster         | Laurens ten Dam          | + 3:26 min  |
| Siebter          | Rory Sutherland          | + 4:12 min  |
| Achter           | Andy Schleck             | + 4:33 min  |
| Neunter          | Steve Morabito           | + 4:50 min  |
| Zehnter          | Ryder Hesjedal           | + 6:16 min  |
| Punktewertung    | Peter Sagan              | 46 P.       |
| Zweiter          | Greg Henderson           | 25 P.       |
| Dritter          | Ben Swift                | 25 P.       |
| Bergwertung      | Jonathan Patrick McCarty | 39 P.       |
| Zweiter          | Levi Leipheimer          | 24 P.       |
| Dritter          | Christopher Horner       | 20 P.       |
| Nachwuchswertung | Tejay van Garderen       | 23:50:04 h  |
| Zweiter          | Andrew Talansky          | + 5:58 min  |
| Dritter          | Rafał Majka              | + 14:20 min |
| Teamwertung      | Team Garmin-Cervélo      | 71:29:37 h  |
| Zweiter          | Team RadioShack          | + 01:41 min |
| Dritter          | BMC Racing Team          | + 13:03 min |

Die 6. Kalifornien-Rundfahrt fand vom 15. bis 22. Mai 2011 statt. Zum zweiten Mal wurde dieses Straßenradrennen im Mai ausgefahren. Das Etappenrennen war in acht Etappen und über eine Distanz von 1231,8 Kilometern eingeteilt. Die Rundfahrt war Teil der UCI America Tour 2010 und dort in die höchste Kategorie 2.HC eingestuft.

## Teilnehmende Teams
| UCI ProTeams BMC Racing Team Garmin-Cervélo HTC-Highroad Leopard Trek Liquigas-Cannondale Rabobank Cycling Team Team RadioShack Team Saxo Bank SunGard Team Sky UCI Professional Continental Teams Team SpiderTech-C10 Team NetApp Team Type 1 UnitedHealthcare UCI Continental Teams Bissell Jamis-Sutter Home Jelly Belly Cycling Kelly Benefit Strategies-OptumHealth Kenda-Gear Grinder |

Am Start standen 18 internationale Radsportteams, davon neun der höchsten internationalen Kategorie, die ProTeams. Ferner wurden vom Veranstalter noch vier Professional Continental Teams und fünf US-amerikanische Continental Teams eingeladen.

## Strecke
Die 1. Etappe der Rundfahrt rund um den Lake Tahoe wurde wegen Schneefällen abgesagt, nachdem die Organisatoren die Etappe ursprünglich verkürzt hatten. Auch die 2. Etappe wurde deshalb um etwa die Hälfte gekürzt, der Start wurde von Squaw Valley nach Nevada City verlegt. Daher verkürzte sich die Gesamt-Renndistanz auf 949,2 km. Nach den ersten beiden flachen Abschnitten erfolgte auf der vierten, nur 131 Kilometer langen Etappe eine Bergankunft in San José (1. Kategorie). Zuvor wurde mit dem Mount Hamilton bereits eine Bergwertung der "hors catégorie" passiert.
Nach der fünften, welligen Etappe wurde mit dem traditionellen 24 Kilometer langen Einzelzeitfahren in Solvang eine weitere Vorentscheidung um den Gesamtsieg gefällt, die sich spätestens nach der folgenden Bergankunft auf dem Mount Baldy (hors catégorie) herausgebildet hatte. Die Rundfahrt endete schließlich mit einer flachen Etappe in Thousand Oaks.

## Etappen
| Etappe    | Tag     | Start–Ziel                          | km    | Etappensieger      | Führender          |
| --------- | ------- | ----------------------------------- | ----- | ------------------ | ------------------ |
| 1. Etappe | 15. Mai | South Lake Tahoe–Northstar at Tahoe | 191,0 | abgesagt           | abgesagt           |
| 2. Etappe | 16. Mai | Nevada City–Sacramento              | 122,8 | Ben Swift          | Ben Swift          |
| 3. Etappe | 17. Mai | Auburn–Modesto                      | 196,2 | Greg Henderson     | Greg Henderson     |
| 4. Etappe | 18. Mai | Livermore–San José                  | 131,6 | Christopher Horner | Christopher Horner |
| 5. Etappe | 19. Mai | Seaside–Paso Robles                 | 223,6 | Peter Sagan        | Christopher Horner |
| 6. Etappe | 20. Mai | Solvang–Solvang (EZF)               | 24,0  | David Zabriskie    | Christopher Horner |
| 7. Etappe | 21. Mai | Claremont-Mount Baldy               | 121,9 | Levi Leipheimer    | Christopher Horner |
| 8. Etappe | 22. Mai | Santa Clarita–Thousand Oaks         | 129,1 | Matthew Goss       | Christopher Horner |

### 2. Etappe
|    | Fahrer          | Nation                 | Team | Zeit      |
| -- | --------------- | ---------------------- | ---- | --------- |
| 1. | Ben Swift       | Vereinigtes Konigreich | SKY  | 2:47:12 h |
| 2. | Peter Sagan     | Slowakei               | LIQ  | gl. Zeit  |
| 3. | Matthew Goss    | Australien             | THR  | gl. Zeit  |
| 4. | Kevin Lacombe   | Kanada                 | CSM  | gl. Zeit  |
| 5. | Juan José Haedo | Argentinien            | SBS  | gl. Zeit  |

|    | Fahrer          | Nation                 | Team | Zeit       |
| -- | --------------- | ---------------------- | ---- | ---------- |
| 1. | Ben Swift       | Vereinigtes Konigreich | SKY  | 2:47:02 h  |
| 2. | Peter Sagan     | Slowakei               | LIQ  | + 0:04 min |
| 3. | Matthew Goss    | Australien             | THR  | + 0:06 min |
| 4. | Kevin Lacombe   | Kanada                 | CSM  | + 0:10 min |
| 5. | Juan José Haedo | Argentinien            | SBS  | gl. Zeit   |

### 3. Etappe
|    | Fahrer          | Nation      | Team | Zeit      |
| -- | --------------- | ----------- | ---- | --------- |
| 1. | Greg Henderson  | Neuseeland  | SKY  | 5:14:29 h |
| 2. | Juan José Haedo | Argentinien | SBS  | gl. Zeit  |
| 3. | Thor Hushovd    | Norwegen    | GRM  | gl. Zeit  |
| 4. | Peter Sagan     | Slowakei    | LIQ  | gl. Zeit  |
| 5. | Leigh Howard    | Australien  | THR  | gl. Zeit  |

|    | Fahrer          | Nation                 | Team | Zeit       |
| -- | --------------- | ---------------------- | ---- | ---------- |
| 1. | Greg Henderson  | Neuseeland             | SKY  | 8:01:31 h  |
| 2. | Ben Swift       | Vereinigtes Konigreich | SKY  | gl. Zeit   |
| 3. | Peter Sagan     | Slowakei               | LIQ  | + 0:04 min |
| 4. | Juan José Haedo | Argentinien            | SBS  | gl. Zeit   |
| 5. | Thor Hushovd    | Norwegen               | GRM  | + 0:06 min |

### 4. Etappe
|    | Fahrer             | Nation             | Team | Zeit       |
| -- | ------------------ | ------------------ | ---- | ---------- |
| 1. | Christopher Horner | Vereinigte Staaten | RSH  | 3:27:51 h  |
| 2. | Andy Schleck       | Luxemburg          | LEO  | + 1:15 min |
| 3. | Rory Sutherland    | Australien         | UHC  | gl. Zeit   |
| 4. | Levi Leipheimer    | Vereinigte Staaten | RSH  | gl. Zeit   |
| 5. | Tom Danielson      | Vereinigte Staaten | GRM  | + 1:22 min |

|    | Fahrer                | Nation             | Team | Zeit       |
| -- | --------------------- | ------------------ | ---- | ---------- |
| 1. | Christopher Horner    | Vereinigte Staaten | RSH  | 11:29:32 h |
| 2. | Levi Leipheimer       | Vereinigte Staaten | RSH  | + 1:15 min |
| 3. | Tom Danielson         | Vereinigte Staaten | GRM  | + 1:22 min |
| 4. | Christian Vande Velde | Vereinigte Staaten | GRM  | + 1:29 min |
| 5. | Rory Sutherland       | Australien         | UHC  | + 1:30 min |

### 5. Etappe
|    | Fahrer          | Nation                 | Team | Zeit      |
| -- | --------------- | ---------------------- | ---- | --------- |
| 1. | Peter Sagan     | Slowakei               | LIQ  | 5:16:03 h |
| 2. | Leigh Howard    | Australien             | THR  | gl. Zeit  |
| 3. | Ben Swift       | Vereinigtes Konigreich | SKY  | gl. Zeit  |
| 4. | Paul Martens    | Deutschland            | RAB  | gl. Zeit  |
| 5. | Alex Candelario | Vereinigte Staaten     | KBS  | gl. Zeit  |

|    | Fahrer                | Nation             | Team | Zeit       |
| -- | --------------------- | ------------------ | ---- | ---------- |
| 1. | Christopher Horner    | Vereinigte Staaten | RSH  | 16:45:35 h |
| 2. | Levi Leipheimer       | Vereinigte Staaten | RSH  | + 1:15 min |
| 3. | Tom Danielson         | Vereinigte Staaten | GRM  | + 1:22 min |
| 4. | Christian Vande Velde | Vereinigte Staaten | GRM  | + 1:29 min |
| 5. | Rory Sutherland       | Australien         | UHC  | + 1:30 min |

### 6. Etappe
|    | Fahrer             | Nation             | Team | Zeit       |
| -- | ------------------ | ------------------ | ---- | ---------- |
| 1. | David Zabriskie    | Vereinigte Staaten | GRM  | 30:35 min  |
| 2. | Levi Leipheimer    | Vereinigte Staaten | RSH  | + 0:14 min |
| 3. | Tejay van Garderen | Vereinigte Staaten | THR  | + 0:40 min |
| 4. | Peter Velits       | Slowakei           | THR  | + 0:48 min |
| 5. | Maarten Tjallingii | Niederlande        | RAB  | + 0:49 min |

|    | Fahrer                | Nation             | Team | Zeit       |
| -- | --------------------- | ------------------ | ---- | ---------- |
| 1. | Christopher Horner    | Vereinigte Staaten | RSH  | 17:17:01 h |
| 2. | Levi Leipheimer       | Vereinigte Staaten | RSH  | + 0:38 min |
| 3. | Rory Sutherland       | Australien         | UHC  | + 1:38 min |
| 4. | Christian Vande Velde | Vereinigte Staaten | GRM  | + 1:39 min |
| 5. | Tom Danielson         | Vereinigte Staaten | GRM  | + 1:44 min |

### 7. Etappe
|    | Fahrer             | Nation             | Team | Zeit       |
| -- | ------------------ | ------------------ | ---- | ---------- |
| 1. | Levi Leipheimer    | Vereinigte Staaten | RSH  | 3:33:01 h  |
| 2. | Christopher Horner | Vereinigte Staaten | RSH  | gl. Zeit   |
| 3. | Laurens ten Dam    | Niederlande        | RAB  | + 0:43 min |
| 4. | Tom Danielson      | Vereinigte Staaten | GRM  | + 1:01 min |
| 5. | Steve Morabito     | Schweiz            | BMC  | + 1:21 min |

|    | Fahrer                | Nation             | Team | Zeit       |
| -- | --------------------- | ------------------ | ---- | ---------- |
| 1. | Christopher Horner    | Vereinigte Staaten | RSH  | 20:50:02 h |
| 2. | Levi Leipheimer       | Vereinigte Staaten | RSH  | + 0:38 min |
| 3. | Tom Danielson         | Vereinigte Staaten | GRM  | + 2:45 min |
| 4. | Christian Vande Velde | Vereinigte Staaten | GRM  | + 3:18 min |
| 5. | Tejay van Garderen    | Vereinigte Staaten | THR  | + 3:23 min |

### 8. Etappe
|    | Fahrer         | Nation     | Team | Zeit      |
| -- | -------------- | ---------- | ---- | --------- |
| 1. | Matthew Goss   | Australien | THR  | 2:56:39 h |
| 2. | Peter Sagan    | Slowakei   | LIQ  | gl. Zeit  |
| 3. | Greg Henderson | Neuseeland | SKY  | gl. Zeit  |
| 4. | Óscar Freire   | Spanien    | RAB  | gl. Zeit  |
| 5. | Kevin Lacombe  | Kanada     | CSM  | gl. Zeit  |

|    | Fahrer                | Nation             | Team | Zeit       |
| -- | --------------------- | ------------------ | ---- | ---------- |
| 1. | Christopher Horner    | Vereinigte Staaten | RSH  | 23:46:41 h |
| 2. | Levi Leipheimer       | Vereinigte Staaten | RSH  | + 0:38 min |
| 3. | Tom Danielson         | Vereinigte Staaten | GRM  | + 2:45 min |
| 4. | Christian Vande Velde | Vereinigte Staaten | GRM  | + 3:18 min |
| 5. | Tejay van Garderen    | Vereinigte Staaten | THR  | + 3:23 min |

## Rennverlauf
Nachdem das britische Team Sky die beiden ersten Massensprints für sich entscheiden konnte, gewann Christopher Horner vom Team RadioShack überlegen die erste Bergankunft und konnte die Führung auch im Zeitfahren von Solvang gegenüber seinem Teamkollegen und dreimaligen Sieger des Rennens, Levi Leipheimer, behaupten. Die beiden dominierten auch die Bergankunft am vorletzten Tag, als sie gemeinsam die Ziellinie überquerten.
Überzeugen konnte auch Peter Sagan von Liquigas-Cannondale, der die hügelige fünfte Etappe für sich entschied und die Punktewertung gewann. Während sich Jonathan Patrick McCarty die Bergwertung sicherte, war das deutsche Team NetApp immer wieder in Ausreißergruppen vertreten, was Jan Bárta zweimal das Trikot des kämpferischsten Fahrers bescherte. Zum Abschluss bescherte Matthew Goss dem amerikanischen Team HTC-Highroad noch einen Tagessieg.

### Wertungen im Tourverlauf
Die Tabelle zeigt den Führenden in der jeweiligen Wertung nach der jeweiligen Etappe an.
|   | Etappensieger      | Gesamtwertung      | Nachwuchswertung   | Bergwertung              | Punktwertung | Kämpferischster Fahrer | Teamwertung    |
| - | ------------------ | ------------------ | ------------------ | ------------------------ | ------------ | ---------------------- | -------------- |
| 2 | Ben Swift          | Ben Swift          | Peter Sagan        | nicht vergeben           | Ben Swift    | James Driscoll         | Team Sky       |
| 3 | Greg Henderson     | Greg Henderson     | Peter Sagan        | nicht vergeben           | Peter Sagan  | Jan Bárta              | Team Sky       |
| 4 | Christopher Horner | Christopher Horner | Andrew Talansky    | Jonathan Patrick McCarty | Peter Sagan  | Ryder Hesjedal         | Garmin-Cervélo |
| 5 | Peter Sagan        | Christopher Horner | Tejay van Garderen | Jonathan Patrick McCarty | Peter Sagan  | Óscar Freire           | Garmin-Cervélo |
| 6 | David Zabriskie    | Christopher Horner | Tejay van Garderen | Jonathan Patrick McCarty | Peter Sagan  | Tejay van Garderen     | Garmin-Cervélo |
| 7 | Levi Leipheimer    | Christopher Horner | Tejay van Garderen | Jonathan Patrick McCarty | Peter Sagan  | Alexander Jefimkin     | Garmin-Cervélo |
| 8 | Matthew Goss       | Christopher Horner | Tejay van Garderen | Jonathan Patrick McCarty | Peter Sagan  | Jan Bárta              | Garmin-Cervélo |